# Yerville
Yerville és un municipi francès situat al departament del Sena Marítim i a la regió de Normandia. L'any 2007 tenia 2.274 habitants.

## Demografia

### Població
El 2007 la població de fet de Yerville era de 2.274 persones. Hi havia 948 famílies de les quals 292 eren unipersonals (80 homes vivint sols i 212 dones vivint soles), 336 parelles sense fills, 264 parelles amb fills i 56 famílies monoparentals amb fills.
La població ha evolucionat segons el següent gràfic:
Habitants censats

### Habitatges
El 2007 hi havia 1.018 habitatges, 964 eren l'habitatge principal de la família, 8 eren segones residències i 46 estaven desocupats. 805 eren cases i 190 eren apartaments. Dels 964 habitatges principals, 523 estaven ocupats pels seus propietaris, 423 estaven llogats i ocupats pels llogaters i 18 estaven cedits a títol gratuït; 19 tenien una cambra, 70 en tenien dues, 182 en tenien tres, 298 en tenien quatre i 395 en tenien cinc o més. 768 habitatges disposaven pel capbaix d'una plaça de pàrquing. A 489 habitatges hi havia un automòbil i a 301 n'hi havia dos o més.

### Piràmide de població
La piràmide de població per edats i sexe el 2009 era:
| Homes | Edats   | Dones |
| ----- | ------- | ----- |
| 4     | 95 o +  | 4     |
| 12    | 90 a 94 | 28    |
| 24    | 85 a 89 | 52    |
| 24    | 80 a 84 | 28    |
| 44    | 75 a 79 | 60    |
| 64    | 70 a 74 | 76    |
| 36    | 65 a 69 | 100   |
| 44    | 60 a 64 | 60    |
| 32    | 55 a 59 | 44    |
| 52    | 50 a 54 | 48    |
| 72    | 45 a 49 | 72    |
| 56    | 40 a 44 | 72    |
| 84    | 35 a 39 | 52    |
| 72    | 30 a 34 | 96    |
| 72    | 25 a 29 | 60    |
| 52    | 20 a 24 | 36    |
| 64    | 15 a 19 | 52    |
| 100   | 10 a 14 | 44    |
| 60    | 5 a 9   | 68    |
| 64    | 0 a 4   | 48    |

## Economia
El 2007 la població en edat de treballar era de 1.324 persones, 905 eren actives i 419 eren inactives. De les 905 persones actives 840 estaven ocupades (456 homes i 384 dones) i 65 estaven aturades (28 homes i 37 dones). De les 419 persones inactives 149 estaven jubilades, 109 estaven estudiant i 161 estaven classificades com a «altres inactius».

### Ingressos
El 2009 a Yerville hi havia 993 unitats fiscals que integraven 2.277 persones, la mediana anual d'ingressos fiscals per persona era de 16.546 €.

### Activitats econòmiques
Dels 141 establiments que hi havia el 2007, 7 eren d'empreses extractives, 6 d'empreses alimentàries, 1 d'una empresa de fabricació de material elèctric, 5 d'empreses de fabricació d'altres productes industrials, 18 d'empreses de construcció, 33 d'empreses de comerç i reparació d'automòbils, 4 d'empreses de transport, 8 d'empreses d'hostatgeria i restauració, 2 d'empreses d'informació i comunicació, 8 d'empreses financeres, 5 d'empreses immobiliàries, 15 d'empreses de serveis, 19 d'entitats de l'administració pública i 10 d'empreses classificades com a «altres activitats de serveis».
Dels 45 establiments de servei als particulars que hi havia el 2009, 1 era una oficina d'administració d'Hisenda pública, 1 gendarmeria, 1 oficina de correu, 3 oficines bancàries, 4 tallers de reparació d'automòbils i de material agrícola, 1 autoescola, 2 paletes, 2 guixaires pintors, 3 fusteries, 6 lampisteries, 5 electricistes, 4 perruqueries, 4 veterinaris, 4 restaurants, 1 agència immobiliària i 3 salons de bellesa.
Dels 16 establiments comercials que hi havia el 2009, 2 eren supermercats, 1 una gran superfície de material de bricolatge, 2 fleques, 3 carnisseries, 1 una peixateria, 1 una llibreria, 2 botigues d'equipament de la llar, 1 una sabateria, 1 una botiga de material de revestiment de parets i terra i 2 floristeries.
L'any 2000 a Yerville hi havia 13 explotacions agrícoles que ocupaven un total de 721 hectàrees.

## Equipaments sanitaris i escolars
El 2009 hi havia 1 farmàcia i 1 ambulància.
El 2009 hi havia 1 escola maternal i 1 escola elemental. Yerville disposava d'un col·legi d'educació secundària amb 661 alumnes.

## Poblacions més properes
El següent diagrama mostra les poblacions més properes.